# Bastyr Egyetem

A Bastyr Egyetem alternatív gyógyászati képzéseket kínáló magánintézmény az USA Washington államának Kenmore városában. San Diegóban telephely működik.
Az intézmény orvosképzési akkreditációval nem rendelkezik, képzéseit egy természetgyógyászati tanács felügyeli. Az oktatást az orvosi szakma felől számos kritika érte.

## Története
A korábban John Bastyr Természetgyógyászati Főiskola nevet viselő intézményt 1978-ban alapította Sheila Quinn, Joseph Pizzorno, Les Griffith és Bill Mitchell Seattle-ben; névadója John Bastyr, a természetgyógyászat népszerűsítője. Az intézmény elnevezése 1984-ben Bastyr Főiskolára rövidült, 1994-ben pedig egyetemmé alakult.
1996-ban jelenlegi helyére, a korábbi Szent Eduárd Szeminárium épületébe költözött. A rektor 2000 júniusi nyugdíjba vonulásáig Joseph Pizzorno volt; regnálása alatt a Bastyr az első akkreditált természetgyógyászati iskola lett, amelyet az országos alternatív gyógyászati alapból finanszíroztak.
2005 novemberében az intézmény megvásárolta a korábban a Seattle-i főegyházmegyétől bérelt Szent Eduárd Nemzeti Erdőt. 2010-ben egyesült a Seattle-i Bábaképző Intézettel, azóta szülész mesterképzést is indítanak.

## Kampusz
A 20,5 hektár területű campus a Washington-tó közelében fekszik, három oldalról erdő határolja. A területen 11 kollégium található, amelyek mindegyike rendelkezik az energiahatékonyságot elismerő LEED minősítéssel.
Az 1950-es években a Szent Eduárd Szeminárium számára épült kápolna ma rendezvényhelyszínként üzemel. Több film és videójáték zenéjét is a jó akusztikájáról ismert épületben rögzítették. Az egyetemi konyha vezetője 2011-től Jim Watkins, aki a szigorúan vegetáriánus étlapot húsokkal bővítette.
Seattle Wallingford városrészében természetgyógyászati klinikát tartanak fenn, ahol tanácsadást is nyújtanak. 2012-ben a kaliforniai San Diegóban oktatókórházzal felszerelt telephely nyílt.

## Oktatás és akkreditáció
Az intézmény alap- és mesterfokú, doktori, osztatlan és részidős, valamint felsőoktatási szakképzési szakokat is indít. Saját magukra a „természetgyógyászat Harvardjaként” hivatkoznak. A Princeton Review adatai alapján a jelentkezők 68%-a nyer felvételt.
Az intézmény a Főiskolák és Egyetemek Északnyugati Bizottságának akkreditációjával jogosult diplomák kiadására, emellett a Természetgyógyászat-oktatási Bizottság, valamint az Akupunktúrás és Keleti Gyógyászat Akkreditációs Tanácsának elismerésével is rendelkezik; emellett kettő, az alternatív orvoslást oktató iskolákat gyűjtő szervezet tagja.
A bábaképzés rendelkezik a Szülészoktatási Akkreditációs Tanács engedélyével.

## Kutatás
A 2000-ben megnyílt Tierney Alaptudományi Kutatólaboratórium az ország első természettudomány-kutatási létesítménye. 2010-ben a Nemzeti Kiegészítő és Alternatív Gyógyászati Központ 3,1 millió dolláros támogatásával a Fred Hutchinson Rákkutató Központtal közös projektben vettek részt.
Az intézményt érő kritikák szerint a szövetségi forrásokat felesleges projektekre használják. Az egyetem által összeállított távgyógyászati tanulmányhoz Elisabeth Targ csalásnak minősített publikációját használták fel. Az egyetemen folyó kutatásokat többek szerint csak a Nemzeti Kiegészítő és Alternatív Gyógyászati Központ létjogosultságának bizonyítására használják.

## Kritikák
Az intézményt ért kritikák szerint az általuk oktatott gyógyászati módok tudományosan nem alátámasztottak, valamint a képzések valójában rövidebb idejűek, mint az egyetem állítja, és csak kísérleti gyógymódok felírását mutatják be. Többek szerint az oktatott gyógymódok a tudomány félreértésén alapulnak, és az intézmény az adófizetők pénzét pazarolja.
A korábbi rektort, Joseph Pizzornót veszélyes gyógymódok népszerűsítésével vádolják: a közreműködésével készült tankönyvben vitaminok és gyógynövények mérgezést okozó adagjainak használatát javasolják. Pizzorno az egyetem egykori hallgatója, Peter D’Adamo által kidolgozott, a szakma szerint értelmetlen vércsoportdiéta népszerűsítője, amit orvosi áttörésnek tart.
Az oktatás részét képezi a homeopátia is; David Gorski onkológus szerint ezzel az intézmény „megbukott a tudomány és a realitás lakmusztesztjén”. 1998-ban íriszdiagnosztikai képzést is kínáltak.
2007-ben az Amerikai Egyetemi Oktatók Szövetsége megállapította, hogy az intézmény megsértette az oktatás szabadságát azzal, hogy indoklás nélkül küldött el oktatókat. Az egyetem a szövetség feketelistájára is felkerült, de onnan 2021 nyarán eltávolították.

## Nevezetes személyek
- Britt Marie Hermes, a homeopátia és a természetgyógyászat kritikusa[44]
- Peter J. D’Adamo, író, a vércsoportdiéta megalkotója[45]

## Fordítás
- Ez a szócikk részben vagy egészben  a   Bastyr University című angol Wikipédia-szócikk ezen változatának fordításán alapul.  Az eredeti cikk szerkesztőit annak laptörténete sorolja fel. Ez a jelzés csupán a megfogalmazás eredetét és a szerzői jogokat jelzi, nem szolgál a cikkben szereplő információk forrásmegjelöléseként.